# Corrado Maggioni
Corrado Maggioni SMM (ur. w 1956 w Brembate di Sopra) – włoski duchowny rzymskokatolicki, członek Zgromadzenia Misjonarzy Towarzystwa Maryi, podsekretarz Kongregacji ds. Kultu Bożego i Dyscypliny Sakramentów w latach 2014–2021, przewodniczący Papieskiego Komitetu ds. Międzynarodowych Kongresów Eucharystycznych od 2021, konsultor Dykasterii ds. Kultu Bożego i Dyscypliny Sakramentów od 2022.

## Życiorys
20 marca 1982 otrzymał święcenia kapłańskie w zgromadzeniu Zgromadzeniu Misjonarzy Towarzystwa Maryi. Od 1990 był pracownikiem Kongregacji ds. Kultu Bożego i Dyscypliny Sakramentów, od 2007 pełniąc funkcję szefa urzędu. 5 listopada 2014 został podsekretarzem tej kongregacji.
13 września 2021 został mianowany przez papieża Franciszka przewodniczącym Papieskiego Komitetu ds. Międzynarodowych Kongresów Eucharystycznych. 11 czerwca 2022 papież Franciszek powołał go w skład konsultorów Dykasterii ds. Kultu Bożego i Dyscypliny Sakramentów.